# موش‌های دندان‌سفید
موش‌های دندان‌سفید (نام علمی: Berylmys) نام یک سرده از زیرخانواده نیاموشان است.